# Bassin de Deauville ciel gris
 (février 2024).
Bassin de Deauville ciel gris est un tableau de Boudin peint en 1877 à Deauville, en France. Il représente le bassin de Deauville plongé dans un ciel gris et dont la technique impressionniste est donnée avant le mouvement. Il fait partie d'une série de tableaux de Boudin dont le sujet principal est ce bassin. Le tableau est réalisé en 1877, c'est-à-dire au moment où le peintre accentue le marine dans ses œuvres.
Il est exposé à La Boverie (anciennement Musée des Beaux-Arts de Liège) sous le titre Bassin de Deauville ciel gris.

## Description
Le tableau intègre une série d'autres peintures de Boudin sur le thème marine du bassin de Deauville. Les tableaux ci-dessous sont exposés dans différents musées à travers le monde, d'autres appartiennent encore à des collections privées.

Bassin de Deauville dans les œuvres de Boudin
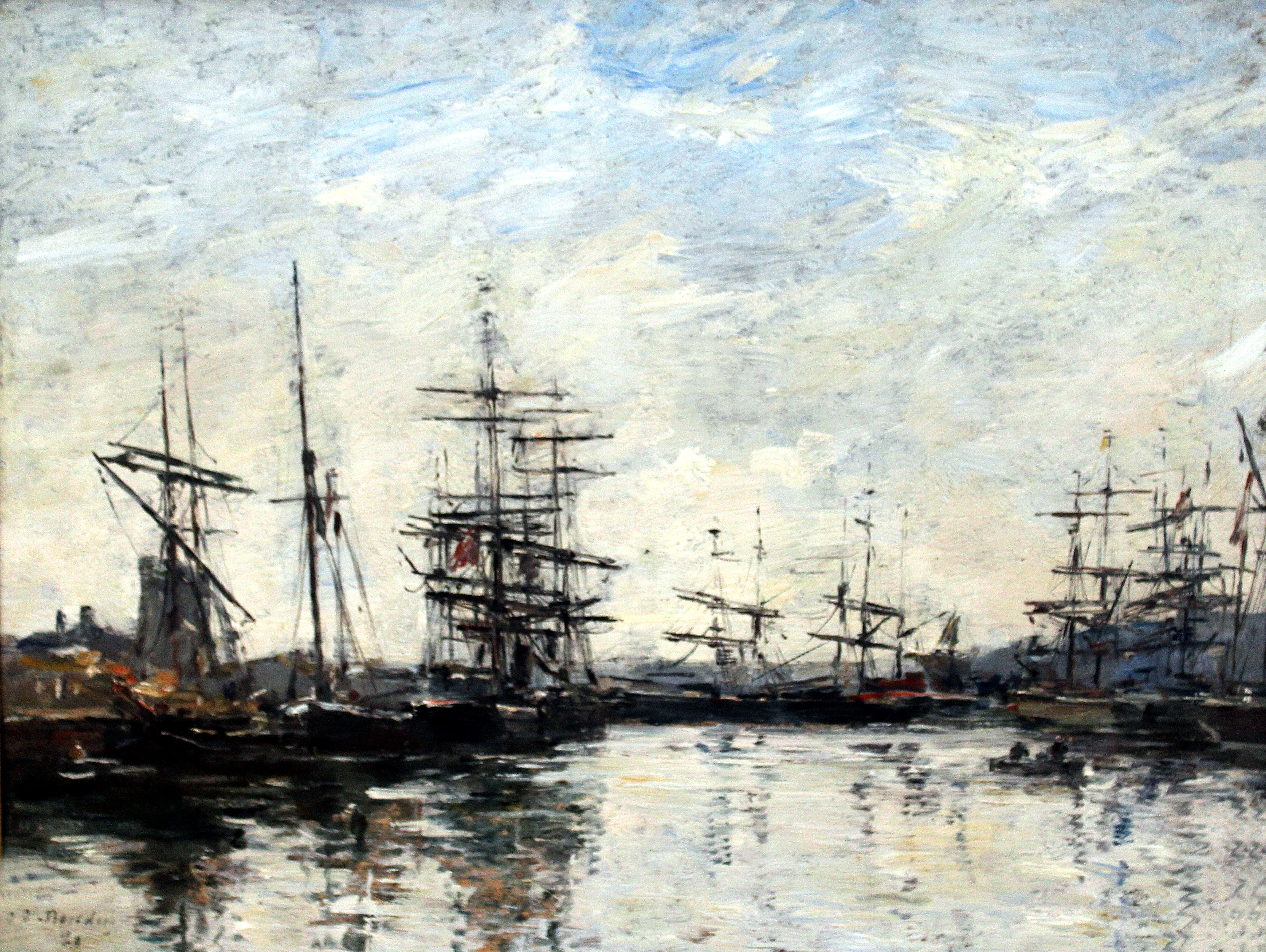
Le Port de Deauville, Leipzig
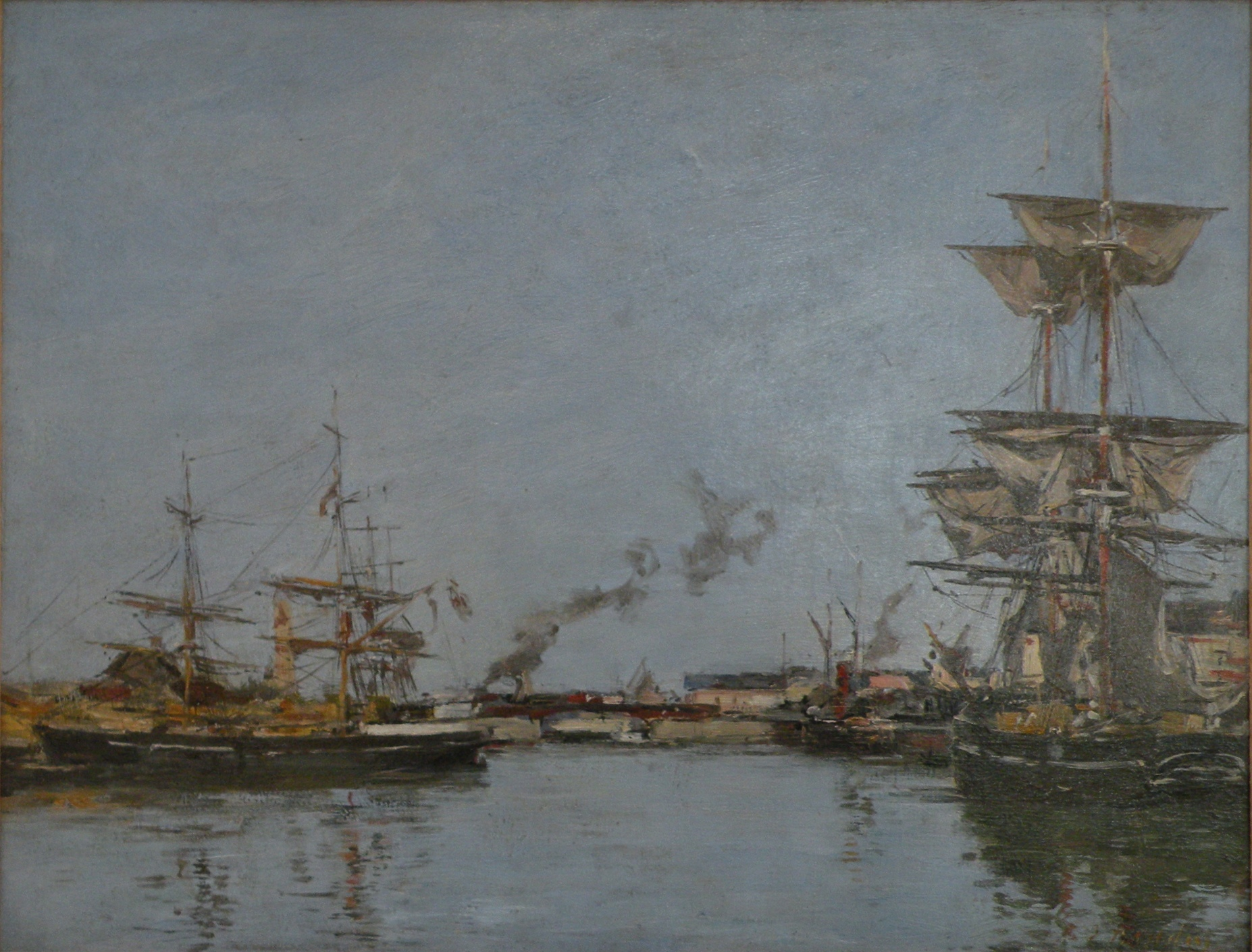
Le Bassin de Deauville, Le Havre
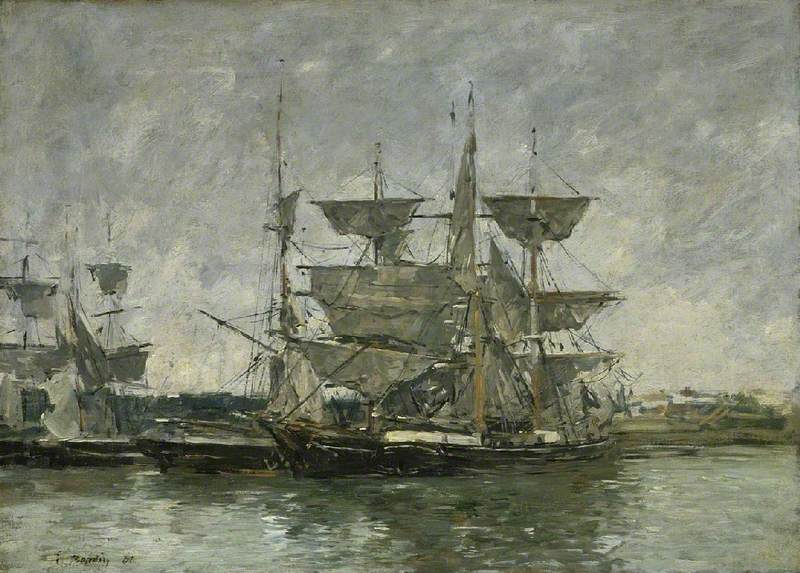
Bateaux à quai, Deauville, Cambridge
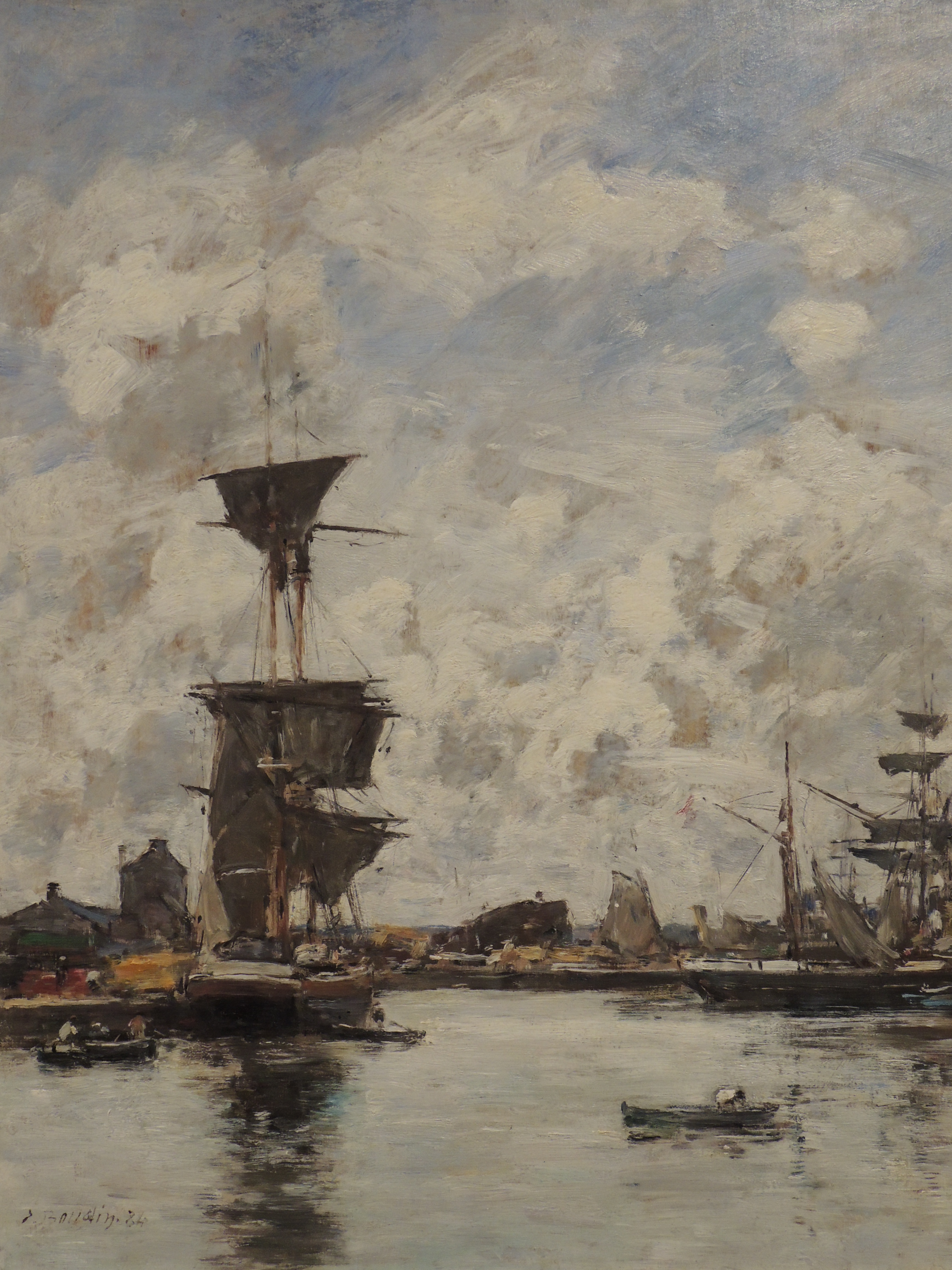
Deauville. Le Bassin, Giverny
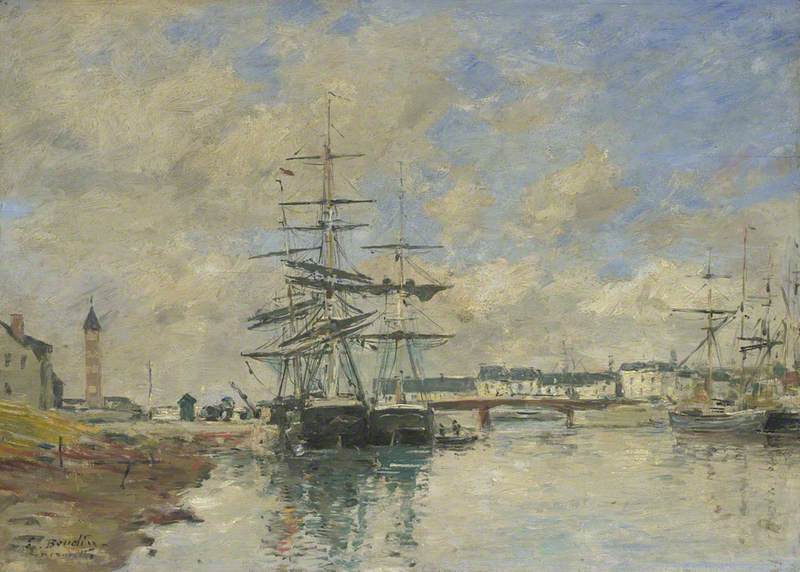
Le Port de Deauville, Londres
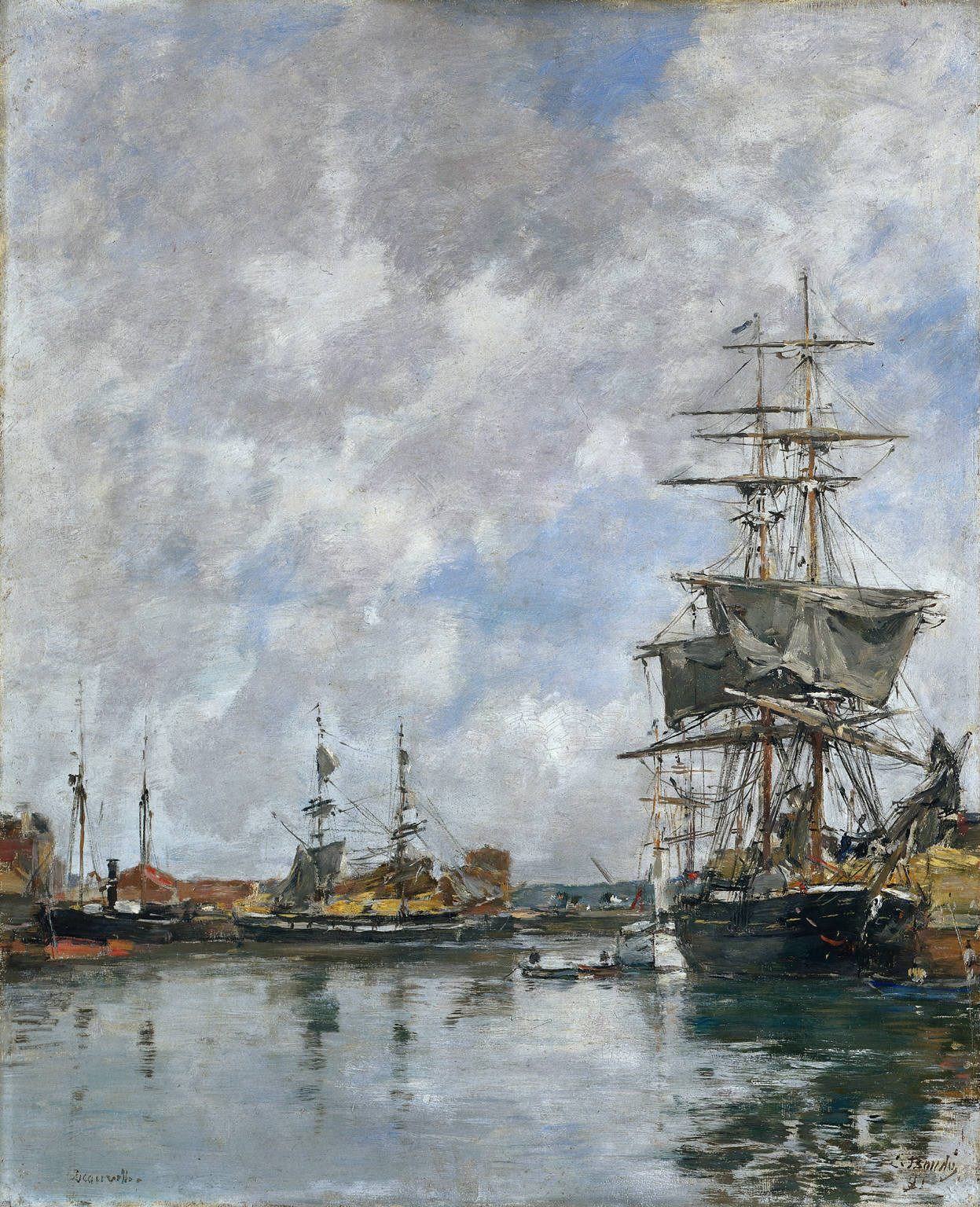
Les Quais de Deauville, Cleveland
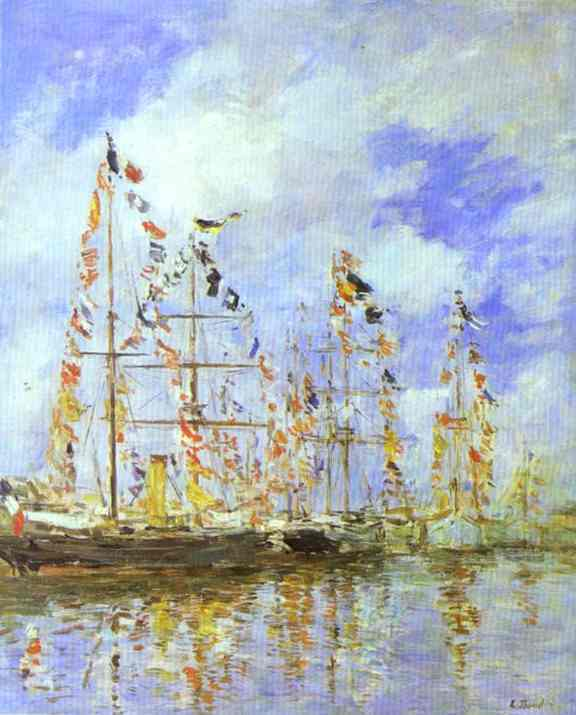
Bassin des yachts à Deauville, Washington

Outre la représentation du bassin de Deauville, c'est aussi la composition du tableau qui est souvent mise en avant dans d'autres œuvres de Boudin. On retrouve une masse d'eau à l'avant-plan, des petits bateaux amarrés à gauche et un grand bateau amarré à droite, faisant ressortir un triangle rectangle.

Composition
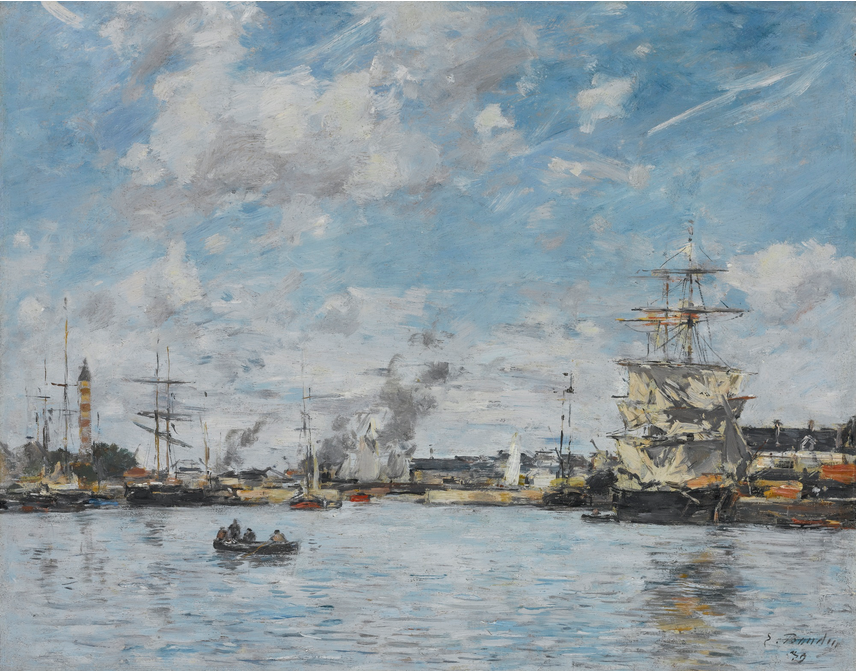
Deauville, le Bassin, collection privée
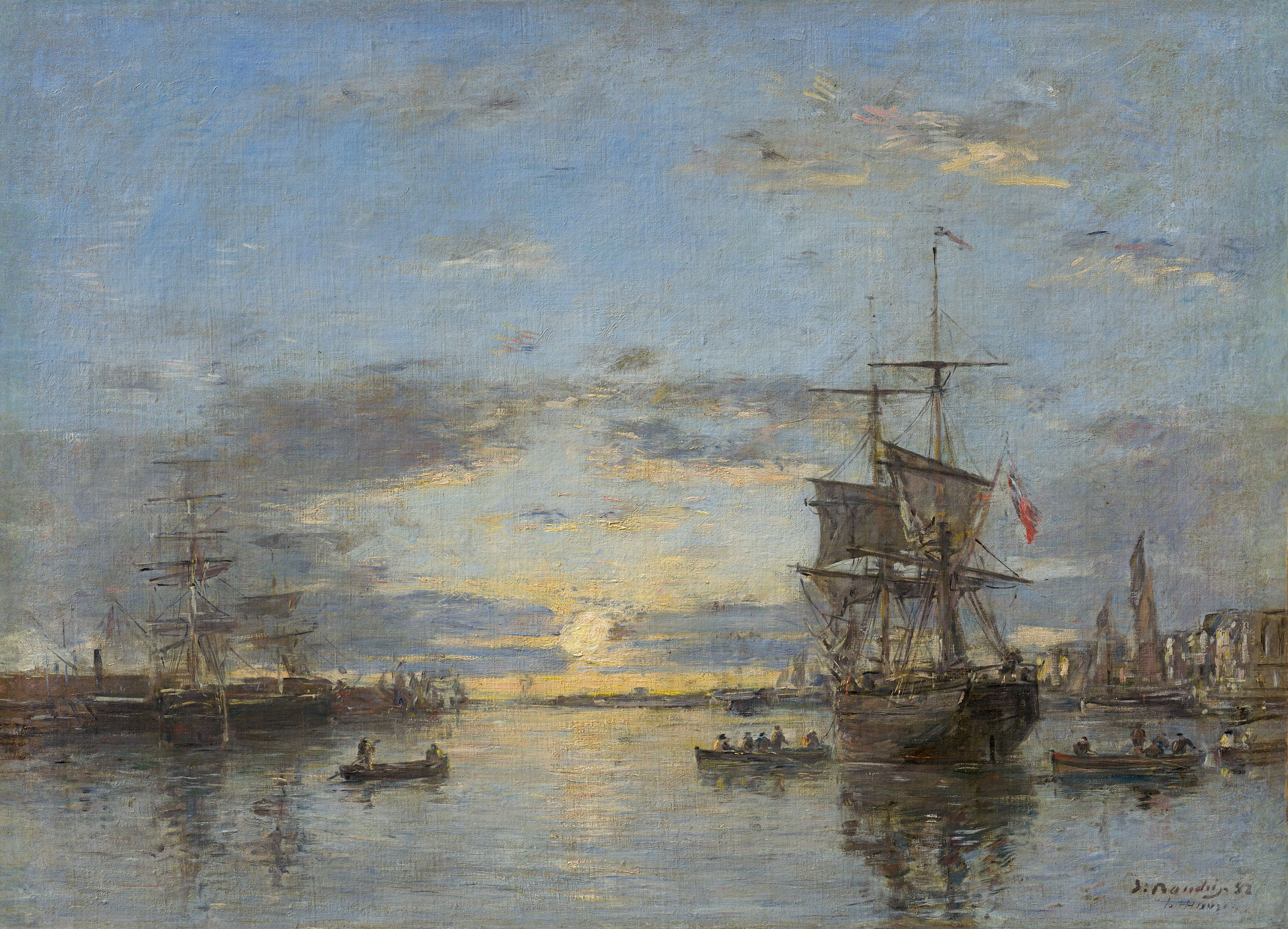
Le Havre : L'avant-port au coucher du soleil, Potsdam
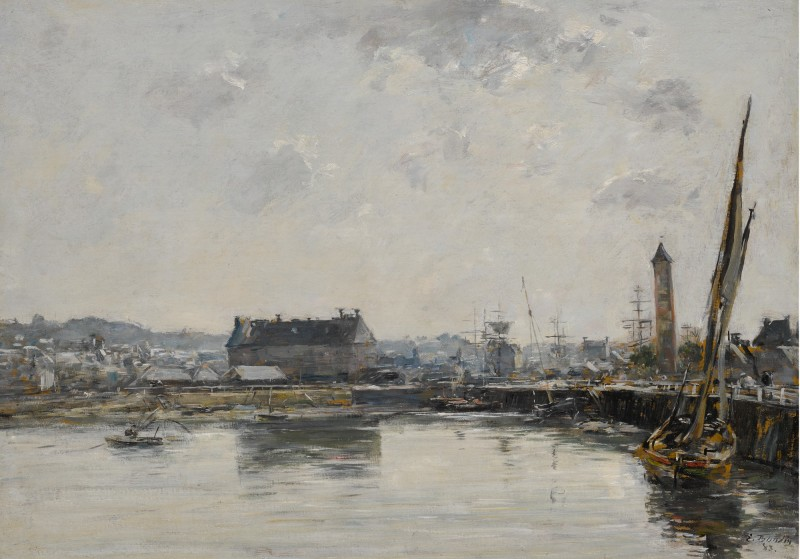
Le Port de Trouville, collection privée
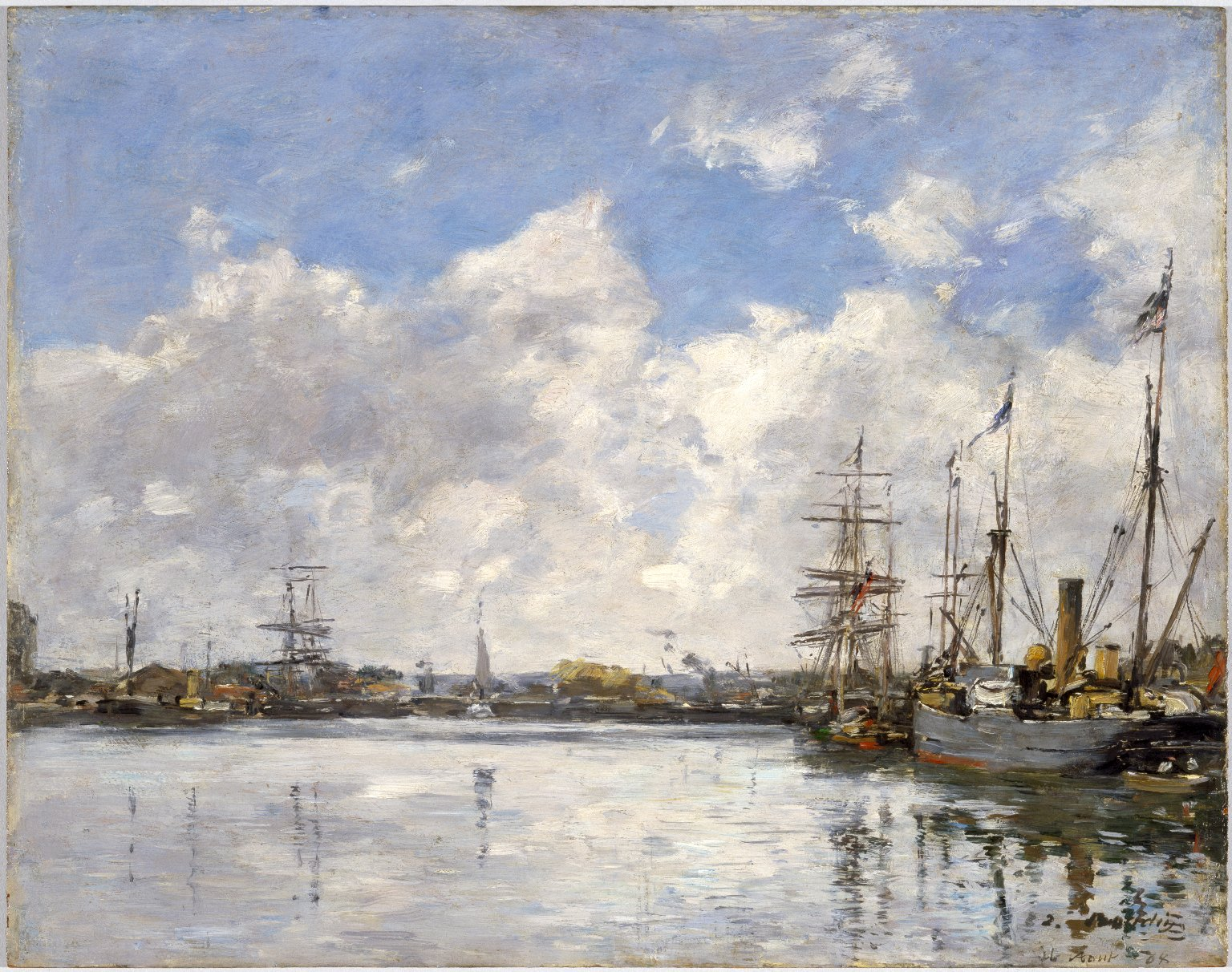
Le Havre, le port, New York
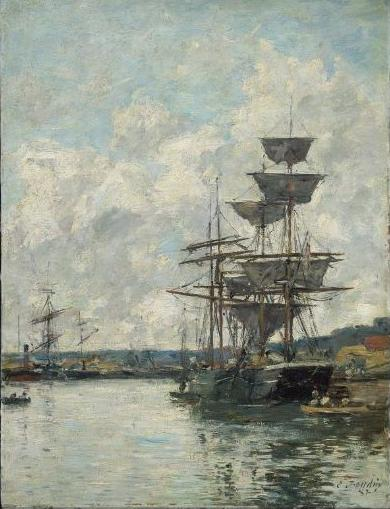
Bateaux au Havre, Boston
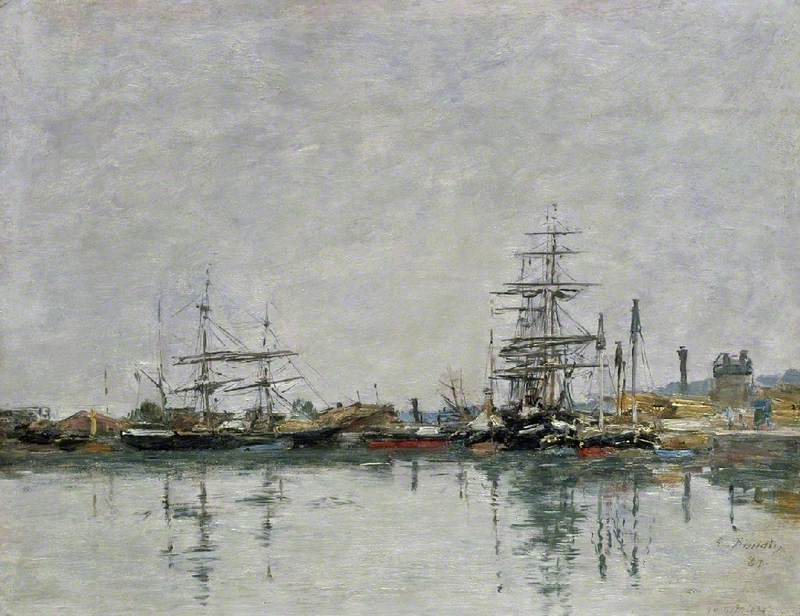
Le Quai du Havre, Cambridge
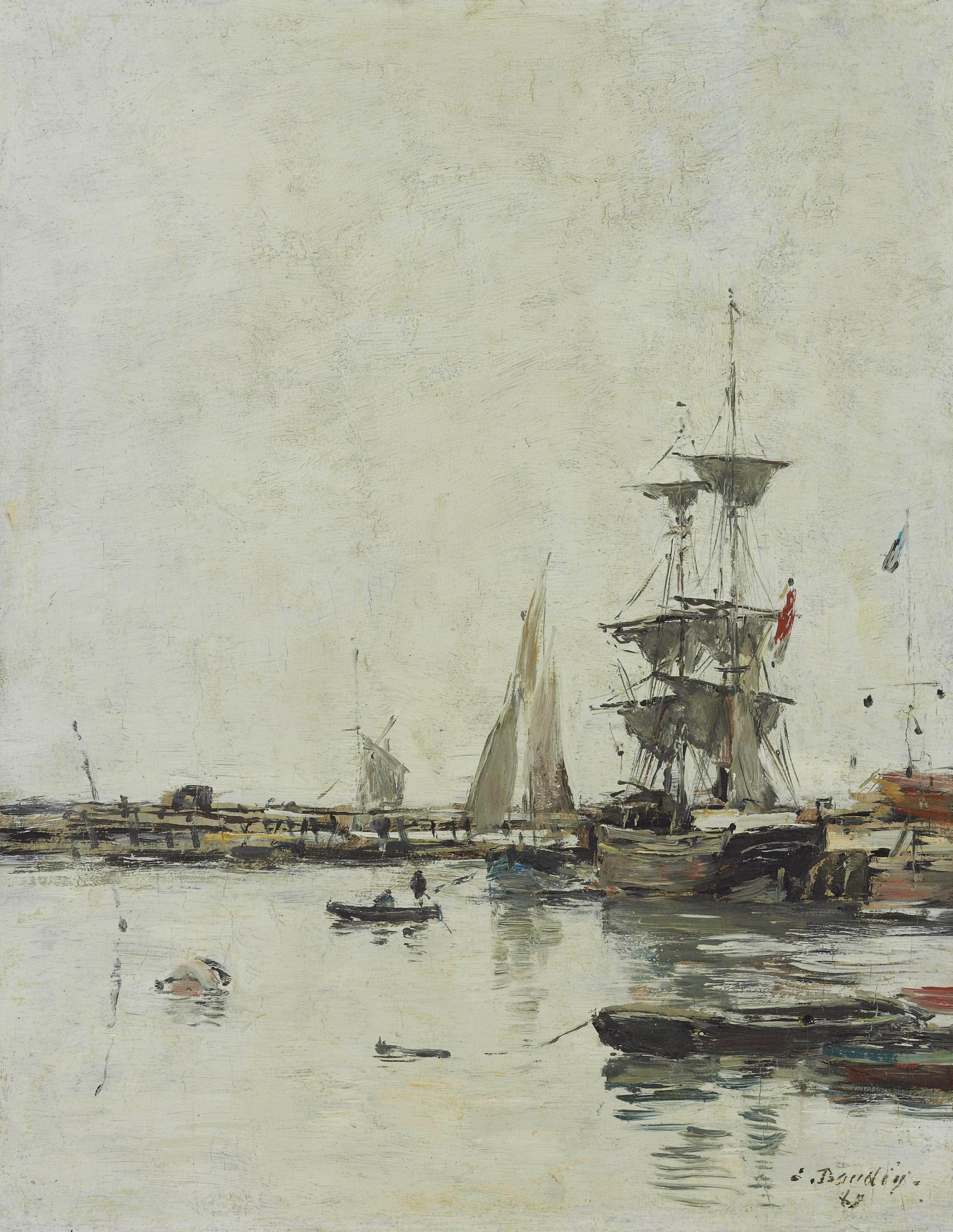
La Jetée à Trouville, collection privée
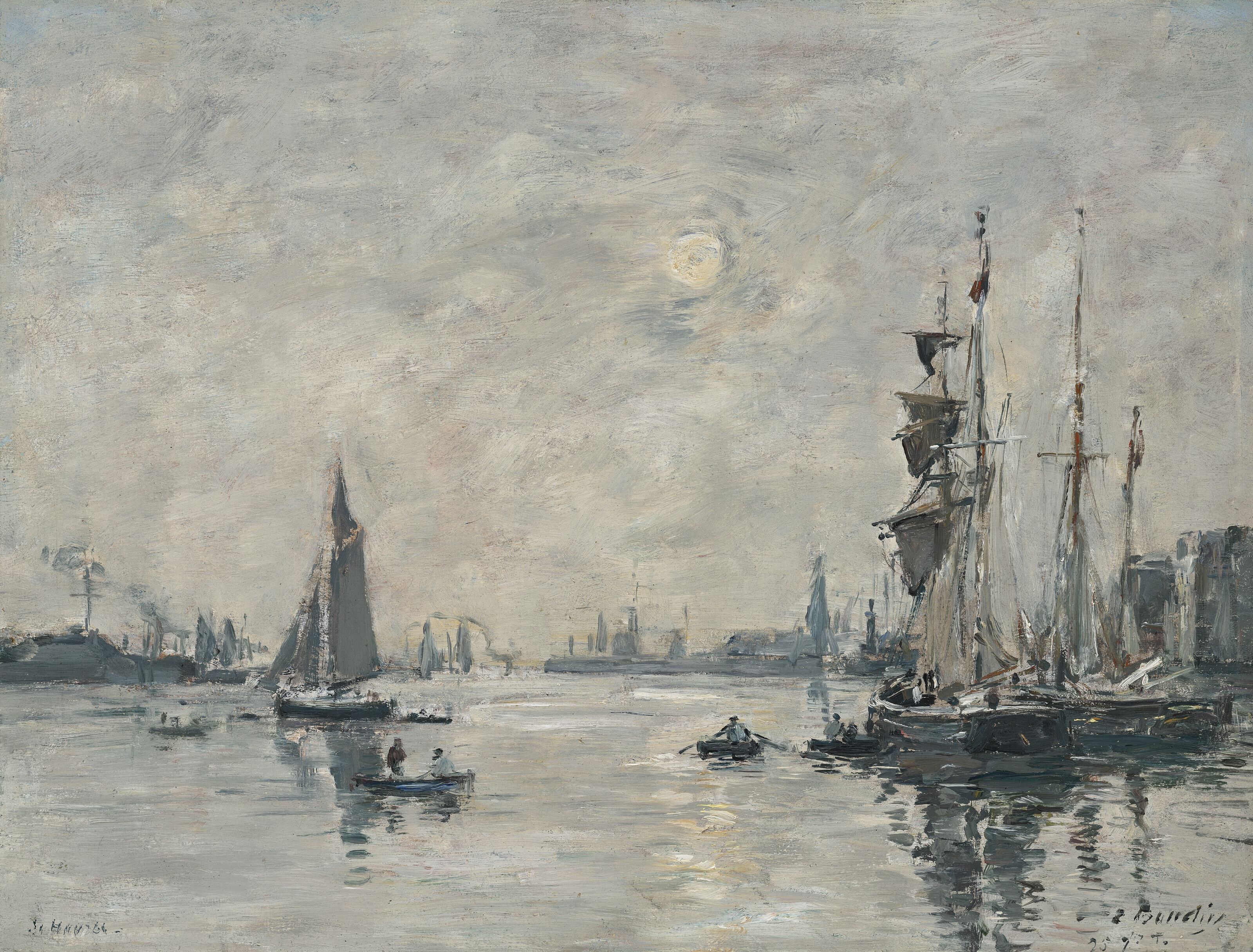
Le Havre. L'avant-port, collection privée
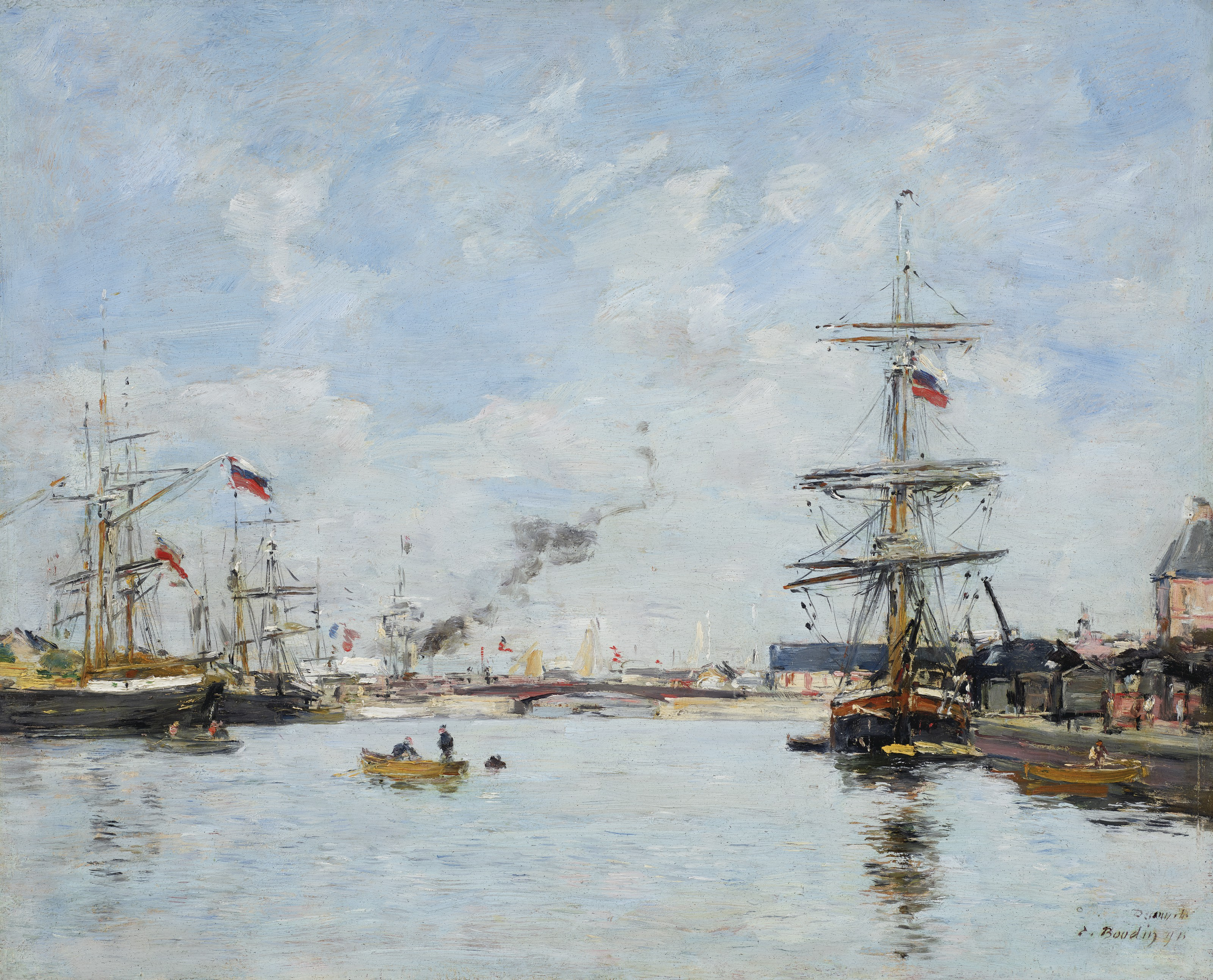
Deauville, Le bassin à marée haute, collection privée
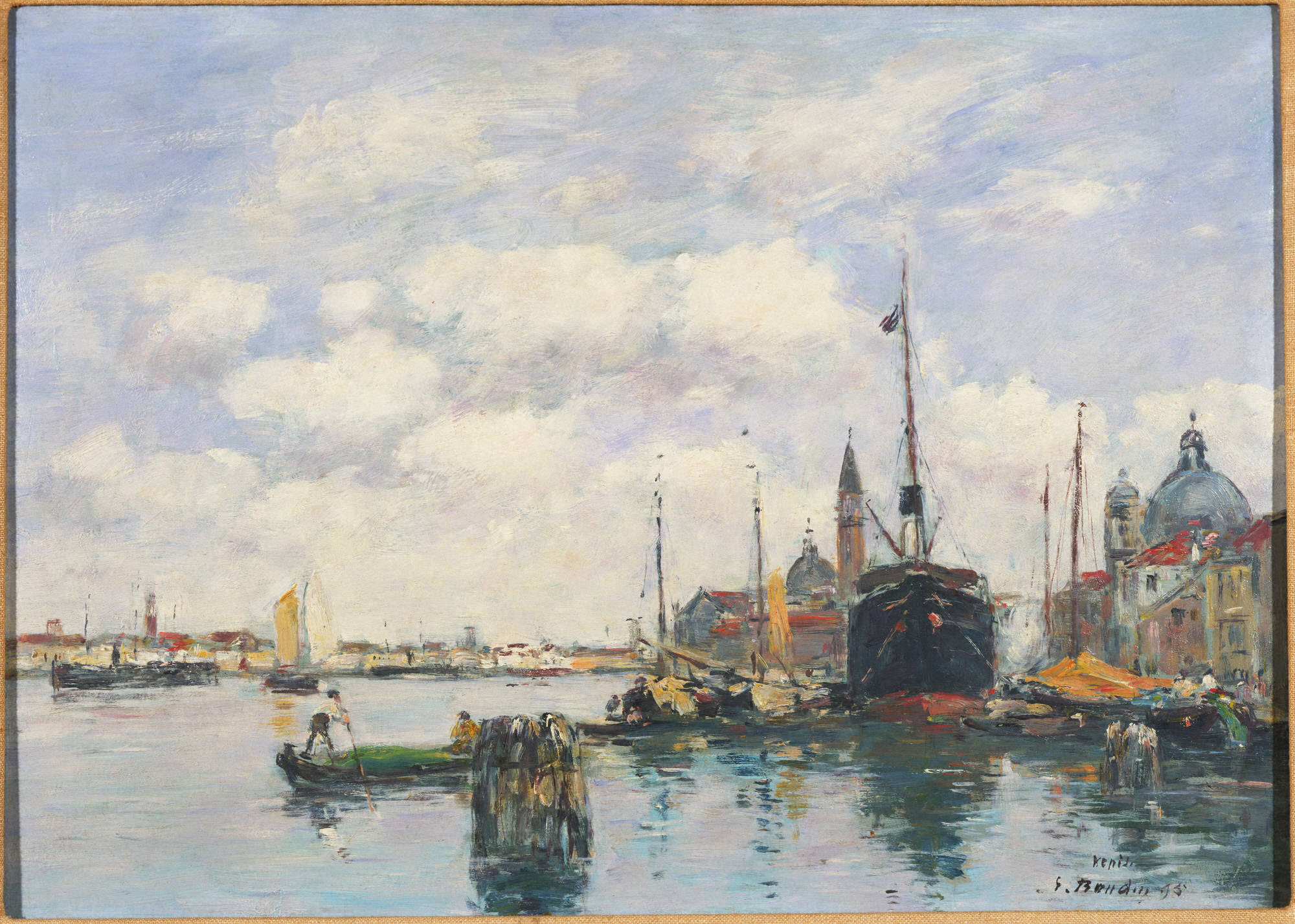
Venise-Paysage marin à la Giudecca, Princeton
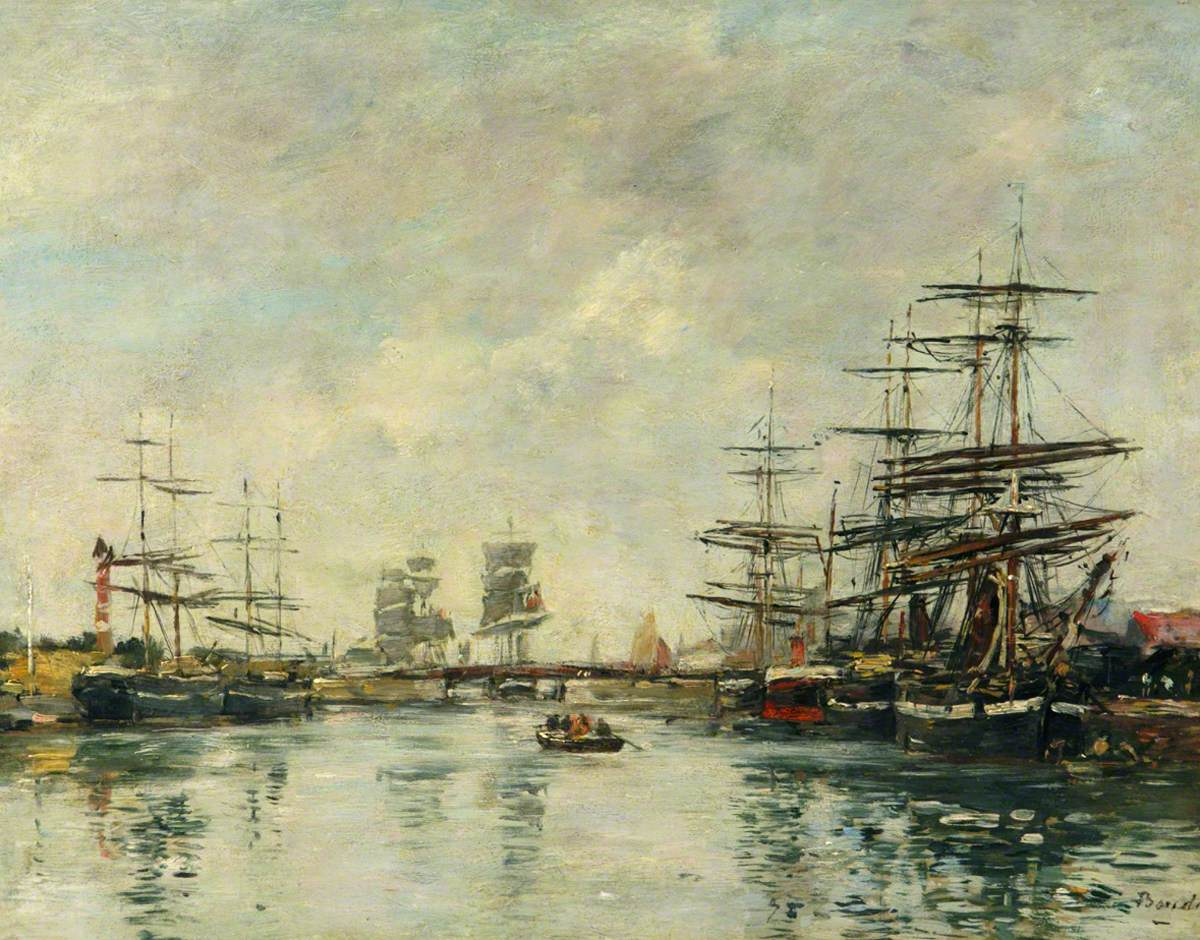
Port d'Honfleur, Southampton